# Asociación (derecho)

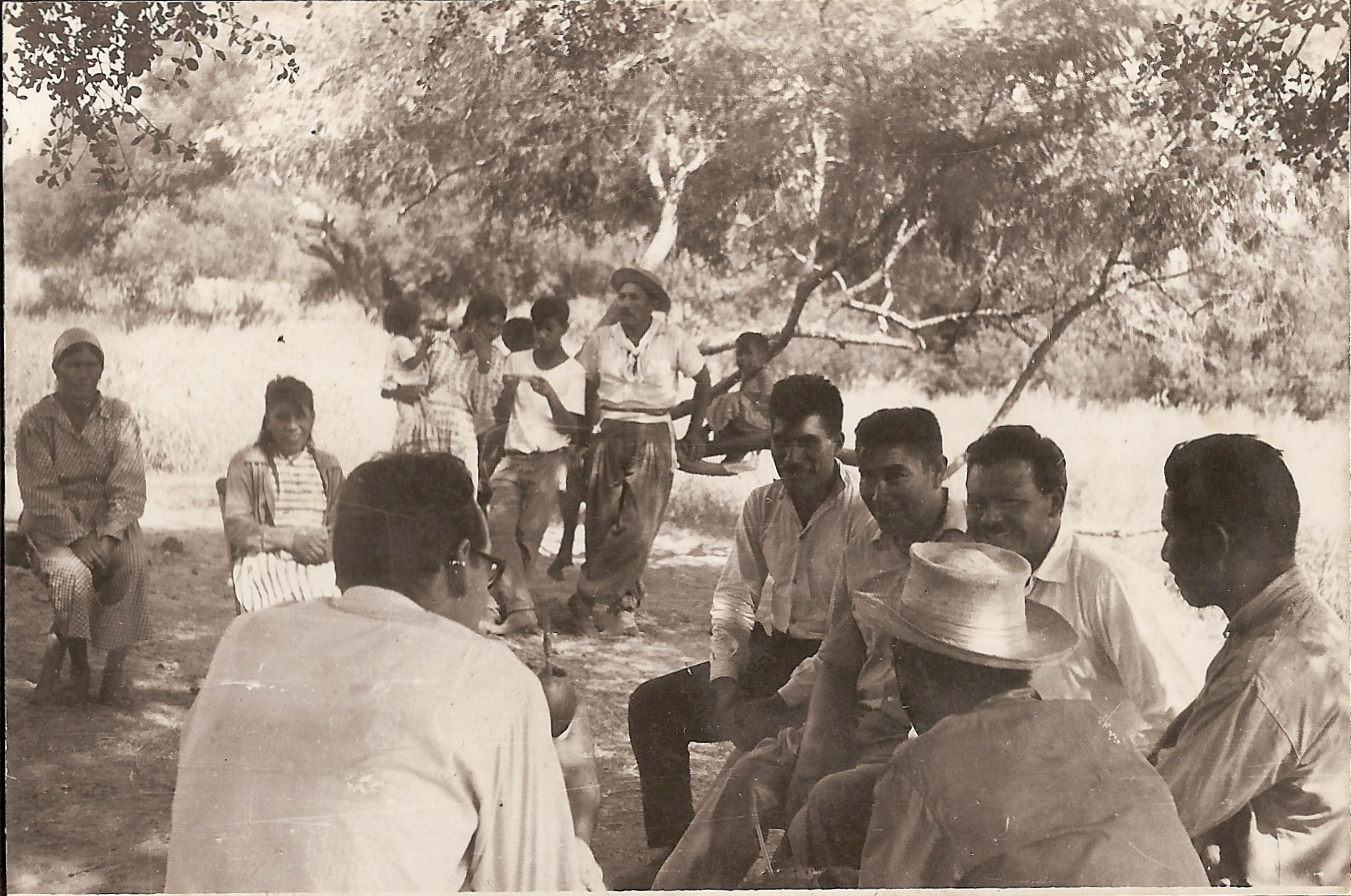
Grupo de personas en asociación

Una asociación es una unión de individuos o entidades que persiguen un fin común. Las asociaciones están destinadas de modo permanente a lograr sus objetivos comunes, y están vigentes mientras tengan el objetivo presente y no lo hayan alcanzado o lo hayan desechado.
Las asociaciones pueden ser sin fines de lucro (SFL) o con fines de lucro (CFL). Existen diferentes tipos de asociaciones, todo depende de lo que deseen las personas interesadas.

## Asociaciones CFL

### Asociación estratégica de negocios
La asociación en participación se caracteriza por ser un contrato en el cual una persona se une con otra que coopere con los bienes o servicios a cambio de obtener ganancias o pérdidas de la actividad. Se refiere a asociación estratégica, cuando conocido el fin o propósito de la unión de las personas, se define que esta responde a una estrategia para el beneficio común a ser logrado.

### Diferencia entre: Asociación Estratégica de Negocio y Alianza Estratégica de Negocio
La asociación estratégica de negocio se diferencia de la alianza estratégica de negocio, por cuanto, la primera: asociación estratégica de negocio, se da entre personas para un logro común de alcanzar un nuevo objetivo (emprendimiento); y la segunda: alianza estratégica de negocio, se da entre dos o más empresas que, bajo continuidad de sus propias operaciones, se plantean un objetivo común o complementario para beneficio de ambas empresas; lo cual suele ser una base, para que una vez logrado dicho propósito, de paso a fusiones, asociaciones o adquisiciones entre dichas empresas.Las definiciones sobre alianzas, enfatizan el hecho de que los socios no crean una nueva organización (ni de hecho ni en derecho), las alianzas las llevan a cabo organizaciones que existen y tienen similitudes por lo que pueden buscar objetivos comunes para el crecimiento de ambos.Una alianza estratégica es una de las formas más efectivas de incrementar la visibilidad, llegar a un mayor número de clientes potenciales y construir rápidamente confianza y credibilidad, apoyándose en un tercero.
El contrato de asociación estratégica (de negocio) regula las relaciones comerciales de un acuerdo en participación que se caracteriza por ser un contrato en el cual una persona se une con otra, para que coopere una aportando los bienes o servicios, y la otra las relaciones de negocio para obtener de ello un provecho, a cambio de obtener ganancias o pérdidas de la actividad. El Contrato de Alianza Estratégica comercial (de negocio) regula las relaciones comerciales entre dos empresas que desean lograr beneficios mutuos mediante la creación de una Alianza que puede tener distintos objetivos: llevar a cabo un proyecto de investigación, diseñar y fabricar nuevos productos, prestar servicios complementarios, compartir clientes, etc. La Alianza se basa en un acuerdo de colaboración, pero sin la creación de una sociedad. En el Contrato se establecen los objetivos de la Alianza, se crea un Comité de Gestión para llevarlos a cabo, se establecen las contribuciones de las partes a la financiación de los costes (sobre la base, preferentemente, del 50-50), así como la participación en beneficios.

## Asociaciones SFL
Un grupo voluntario o unión (también llamado a veces una organización voluntaria, asociación sin personería jurídica, asociación de interés común o simplemente una asociación),: 266  es un grupo de individuos que entran en un acuerdo como voluntarios para formar el cuerpo (u  organización) para lograr un propósito. Los ejemplos más comunes son las asociaciones comerciales, los sindicatos, las sociedades y asociación profesional, grupos ecologistas, y varios otros tipos de grupos. La asociación no es necesariamente voluntaria, lo que ha dado lugar a una preferencia por la asociación de interés común término para describir a los grupos que se forman de un interés común. Las asociaciones también pueden incorporarse; por ejemplo, en los Estados Unidos las asociaciones han obtenido gran poder y conocimiento mediante su incorporación.
En rigor, en muchas jurisdicciones no formalizadas necesitan crear una asociación. En algunas jurisdicciones, hay un mínimo para el número de personas a partir de una asociación. Algunas jurisdicciones requieren un registro de asociación con la policía u otro organismo oficial para informar al público de la existencia de la asociación. Esto podría ser una herramienta de control político, y también una forma de proteger la economía del fraude. En muchas de esas jurisdicciones, sólo una asociación registrada es una persona jurídica cuyos miembros no son responsables de los actos financieros de la asociación Cualquier grupo de personas puede, por supuesto, trabajar como una asociación, pero en tal caso, las personas que realizan una transacción en nombre de la asociación toman responsabilidad por ello.

## Historia
Los grupos voluntarios son una forma amplia y original de empresas no lucrativas, y han existido desde la historia antigua. En la Grecia Antigua, por ejemplo había varias organizaciones en los límites de los clubs de la elite de hombres ricos (hetaireiai) hasta asociaciones privadas, como la religión y las profesiones.
En sociedades preindustriales, impuestos gubernamentales administrativos a menudo eran manejados por asociaciones voluntarias como gremios. En Europa medieval, gremios a menudo controlaban ciudades. Gremios Mercantes hicieron cumplir contratos por embargos y sanciones contra sus miembros, y también juzgaron discusiones. Sin embargo, antes de 1800, gremios mercantes en gran parte habían desaparecido. Los historiadores económicos han discutido el papel que los gremios mercantes jugaron en la sociedad premoderna y su participación en el crecimiento económico.
En el Reino Unido, los gremios de arte eran más acertados que los gremios mercantes, y formaron las empresas de librea que ejercieron la influencia significativa sobre la sociedad.

## Estatus legal
Dieron a una definición estándar de una asociación no incorporada en el Conservador de Ley de Confianza Inglés y el Unionista Central de oficina Burrell (1981):

... donde dos o más personas son atadas juntos, para uno o varios objetivos comunes por empresas mutuas, cada impuesto mutuo que tienen y obligaciones, en una organización que tiene reglas que se identifican en quien el control de la organización y sus fondos es concedido, y que puede ser unido o dejado a voluntad.

En la mayor parte de los países, una asociación no incorporada no tiene la personalidad legal separada, y pocos miembros de la asociación disfrutan de la responsabilidad limitada. Sin embargo, en algunos países son tratados como si tuvieran la personalidad legal separada por razones fiscales. Sin embargo, debido a su falta de personalidad legal, las herencias de asociaciones no incorporadas son a veces sujetas a prohibiciones de derechos generales contra los Propósitos de confianza.
Por lo general las asociaciones organizadas con un propósito financiero son llamadas sociedades. Una clase especial de sociedad es una cooperativa que por lo general es fundada sobre una persona través de un principio de voto y distribuye sus ganancias según la cantidad de bienes producidos o comprados por los miembros. Las asociaciones pueden tomar la forma de una organización no lucrativa o ellas pueden ser corporaciones sin fines de lucro; esto no significa que la asociación no pueda hacer ventajas de su actividad, pero todas las ventajas deben ser reinvertidas. La mayor parte de asociaciones tienen una especie de documento o documentos que regulan el camino del cual el cuerpo se encuentra y funciona. A menudo llaman a tal instrumento, reglamentos de la organización, regulaciones, o el acuerdo de asociación.

## Derecho consuetudinario

### Inglaterra
Conforme a la Ley Inglesa, una asociación no incorporada consiste, en dos o más miembros rodeadas de las reglas de una sociedad que han sido fundadas en algún momento en el tiempo.
Han propuesto varias teorías en cuanto a que las asociaciones sostienen derechos. Una transferencia, como se puede considerar, haber sido hecha a los miembros de la asociación directamente como arrendatarios de manera conjunta o arrendatarios en común. Los fondos transferidos, como se puede considerar, haber sido según los términos de una confianza de objetivo privada purpose trust. Muchos fideicomisos de propósito fracasan por falta de un beneficiario y éste, por tanto, pueden resultar en el fracaso de regalo. Sin embargo, algunos fideicomisos de propósito son válidos, y, en consecuencia, algunos casos han decidido que los derechos asociados con asociaciones sin personalidad jurídica se llevan a cabo sobre esta base. La teoría dominante, sin embargo, es que los derechos se transfieren a los miembros o funcionarios absolutamente, quizás en la confianza de los miembros, pero son importante obligados por contratos inter se.
En consecuencia, en caso de disolución, la distribución de estos derechos depende de la forma en que se celebraron. Un fideicomiso propósito puede, por su naturaleza sobrevivir a la disolución de la asociación, o puede que no. Si falla como resultado de la disolución, luego se celebrarán los derechos sobre la confianza para los contribuyentes, a menos que puedan demostrar que han renunciado a su derecho a una confianza tal en su favor. Si los derechos se llevan a cabo conforme a contrato, entonces van a ser divididos entre los miembros supervivientes tras la disolución, de acuerdo con los términos de los contratos inter se o un plazo implícita según la contribución. Si, como resultado de este contrato o estatuto, ningún miembro puede reclamarlo, los derechos pasarán a la Corona como bienes vacantes. Esta conclusión también ha sugerido que la asociación se disuelve, ya que sólo un miembro puede reclamarlo, aunque esto ha sido puesto en duda por algunos comentaristas que creen que los últimos miembros deben tener acceso a los derechos.

### Escocia
La ley escocesa de asociaciones sin personalidad jurídica es esencialmente el mismo que el derecho Inglés.

### Estados Unidos
Cada estado establece sus propias leyes sobre lo que constituye una asociación no incorporada y la forma en que ha de ser tratado conforme a las leyes. En Estados Unidos, las asociaciones voluntarias que se incorporaron fueron " preeminente " en la acción colectiva.
- En California, durante la década de 1980, el entonces fiscal de distrito de Los Ángeles, Ira Reiner, decantó por ley las asociaciones no constituidas en sociedad de California para atacar a las pandillas callejeras y el hábito de sus miembros de etiquetado grafiti en los espacios públicos, en un intento de disminuir el vandalismo y para recuperar los costos de limpieza. Demandó a las pandillas callejeras por su nombre, con casos tituladas como la Ciudad de Los Ángeles contra Los Bloods y Ciudad de Los Ángeles contra Los Crips, que luego permitió a la ciudad para ir después de cualquier miembro de la pandilla de la calle, como miembro de la asociación no incorporada siendo demandado, los daños producidos por el etiquetado de grafiti que involucran el nombre de esa pandilla.
- En Texas, la ley estatal tiene estatutos en relación con asociaciones sin personalidad jurídica sin fines de lucro que permitan a las asociaciones sin personalidad jurídica que cumplan con ciertos criterios para operar como entidades independientes de sus miembros, con el derecho a la propiedad, hacer contratos, demandar y ser demandada, con responsabilidad limitada por sus oficiales y miembros.[24]
- Nueva York La ley del estado de Nueva York en relación con las asociaciones no incorporadas, en realidad, da a los miembros de la asociación más protección frente a la responsabilidad que se ha otorgado a cualquiera de los accionistas de las corporaciones (Inc.) o miembros de sociedades de responsabilidad limitada (LLC). Esto se observó en el caso de la organización International News Service contra Associated Press[¿cuál?],[25] debido a que los miembros de la AP no fueron responsables por los daños y perjuicios por las acciones de la organización a menos que esas acciones fueran específicamente aprobadas por toda la asociación en su conjunto, sentando jurisprudencia.

### Australia
En la mayoría de los estados y territorios de Australia, un conjunto similar de leyes permite sin fines de lucro, asociaciones para convertirse en entidades legales con un límite a la responsabilidad de sus miembros. Un ejemplo de tal ley, es la Ley de Incorporación Asociaciones que está en vigor en Australia del Sur, que permite la creación de una entidad jurídica capaz de comprar y vender tierras y, en general, celebrar contratos legalmente vinculantes.  Muchos clubes y sociedades comienzan su vida como un cuerpo no incorporado y tratan de alcanzar la condición de incorporarse a proteger a sus miembros de la responsabilidad legal y en muchos casos a buscar asistencia financiera del gobierno ya que sólo está disponible en un organismo incorporado. Los clubes y sociedades que deseen incorporar deben cumplir las disposiciones de la ley estatal correspondiente y presentar su constitución con la autoridad del gobierno estatal correspondiente.

### Canadá
Según el Código Civil de Quebec una asociación se clasifica como un tipo de contrato específico legal establecida en una constitución. Una asociación puede incorporarse con personalidad jurídica propia para que pueda, por ejemplo, abrir una cuenta bancaria, celebrar contratos (alquiler de inmuebles, contratar empleados, contrate una póliza de seguros), o demandar o ser demandado.

## Derecho continental
Ciertos sistemas de Derecho continental que clasifican una asociación como una forma especial de la relación contractual

### España
En España se encuentra reconocido en el artículo 22 de la Constitución y regulado por la Ley Orgánica 1/2002, de 22 de marzo, reguladora del Derecho de Asociación y por el Real Decreto 1497/2003, de 28 de noviembre, por el que se aprueba el Reglamento del Registro Nacional de Asociaciones y de sus relaciones con los restantes registros de asociaciones. El Real Decreto 397/1988, de 22 de abril, regula la inscripción registral de asociaciones juveniles.

1. Se reconoce el derecho de asociación.
2. Las asociaciones que persigan fines o utilicen medios tipificados como delito son ilegales.
3. Las asociaciones constituidas al amparo de este artículo deberán inscribirse en un registro a los solos efectos de publicidad.
4. Las asociaciones sólo podrán ser disueltas o suspendidas en sus actividades en virtud de resolución judicial motivada.
5. Se prohíben las asociaciones secretas y las de carácter paramilitar.
Constitución española, artículo 22

### Francia
En Francia, todas las asociaciones voluntarias son sin fines de lucro. Ellos pueden contar como asociaciones no constituidas (association non-déclarée) o incorporadas (association déclarée), público (association d'utilité publique) o privada, y se crean en términos y están regidos por la Ley de 1901 de Waldeck-Rousseau. Esta es la razón por la que la asociación asociación loi 1901 sujeta a su nombre, excepto en Alsace-Moselle que se rige por la legislación local al respecto (el área era el alemán en 1901) y por lo tanto son llamados asociación loi 1908.

### Alemania
El Código Civil alemán establece distintos derechos y reglas para una asociación no incorporada (nicht eingetragener Verein) con personalidad jurídica (Vereine, art. 21-79 BGB) contra una asociación incorporada (eingetragener Verein) con personalidad jurídica plena (Gesellschaften, art. 705-740 BGB). Las asociaciones pueden ser con fines de lucro (wirtschaftlicher Verein), sin fines de lucro (Idealverein), o pública (gemeinnütziger Verein).

## La libertad de asociación
La libertad de asociación se destaca en la Declaración Universal de Derechos Humanos:

Artículo 20
(1) Toda persona tiene derecho a la libertad de reunión y de asociación pacíficas.
(2) Nadie podrá ser obligado a pertenecer a una asociación.

El artículo 11 del Convenio Europeo de Derechos Humanos también protege el derecho de reunión y de asociación.

Artículo 11 – Libertad de reunión y de asociación

1. Toda persona tiene derecho a la libertad de reunión pacífica y a la libertad de asociación con otras, incluso el derecho a formar y afiliarse a sindicatos ya sindicarse para la defensa de sus intereses.

2. No se impondrán restricciones al ejercicio de estos derechos, distintos de aquellos que, previstos por la ley y ser necesarias en una sociedad democrática, en interés de la seguridad nacional o la seguridad pública, la prevención de las infracciones penales, la protección de la salud o la moral, o la protección de los derechos y libertades de los demás. El presente artículo no impedirá someter a restricciones legales el ejercicio de tales derechos por los miembros de las fuerzas armadas, de la policía o de la administración del Estado.